# ECCO City Green SC
L'ECCO City Green SC és un club botswanès de futbol de la ciutat de Francistown. Posteriorment s'anomenà Francistown City Greens.

## Palmarès
- Lliga botswanesa de futbol: [2]
  - 2007